# يوان ديلا كروز

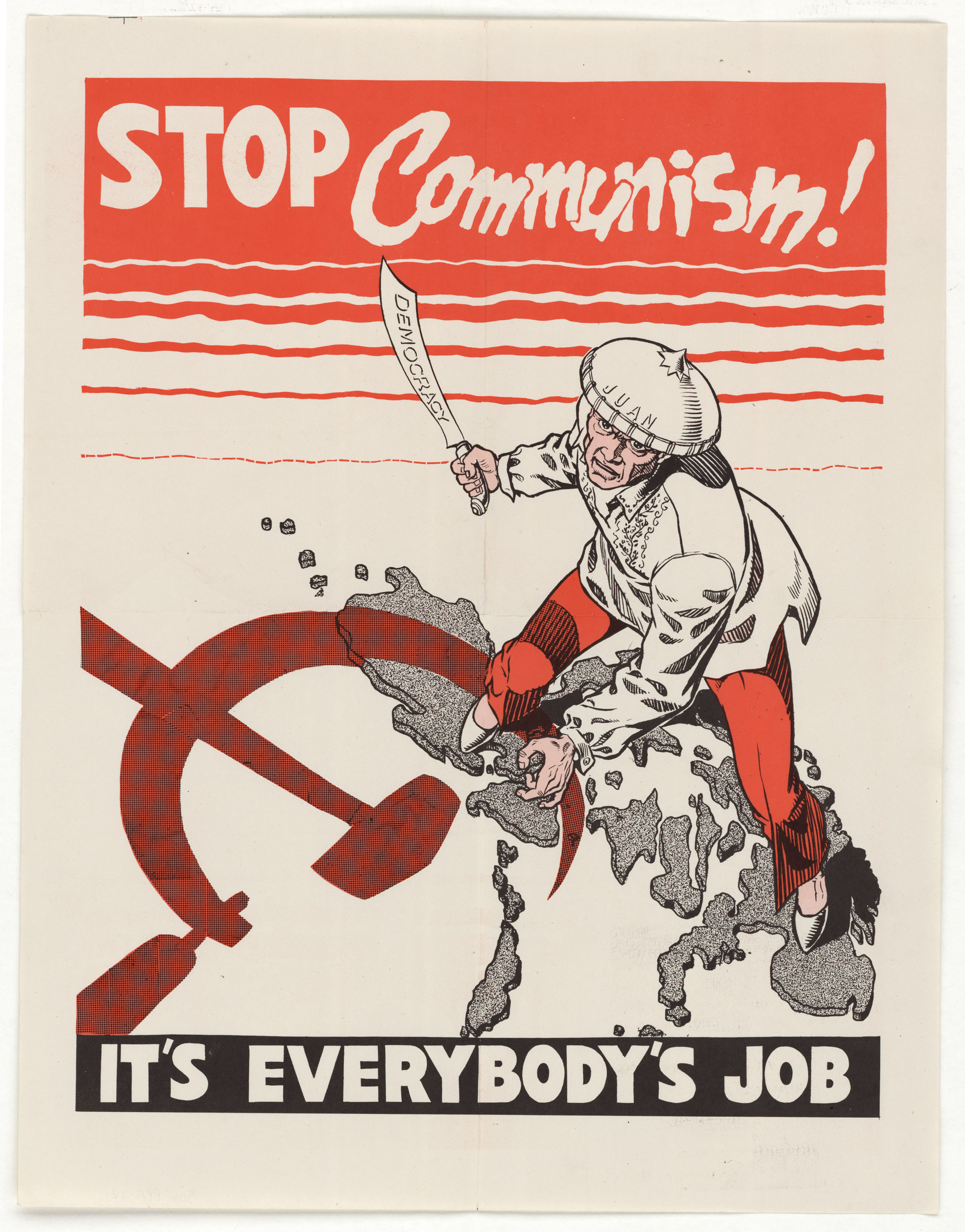
ملصق وكالة المعلومات الأمريكية وزع في آسيا يصور خوان ديلا كروز على استعداد للدفاع عن الفلبين من تهديد الشيوعية.

يوان ديلا كروز هي التجسيد الوطني للفلبين، وعادة ما يستخدم ليمثل الفلبينيون، وعادة ما يتم تصويره مرتدياً قبعة سالاكوت ، قميص بارونج، بنطال طويل، وتسينلاس (لفظ محلي لكلمة صندل الأصبع).